# Tatjana Kirillowna Sadowskaja
Tatjana Kirillowna Sadowskaja (russisch Татьяна Кирилловна Садовская; * 3. April 1966 in Samara, Russische SFSR) ist eine ehemalige sowjetische Florettfechterin.

## Erfolge
Tatjana Sadowskaja gewann bei Weltmeisterschaften drei Silbermedaillen mit der Mannschaft: 1989 in Denver, 1990 in Lyon und 1991 in Budapest. Im Einzel sicherte sie sich 1991 zudem die Bronzemedaille. Zweimal nahm sie an Olympischen Spielen teil. 1988 belegte sie in Seoul in der Einzelkonkurrenz den fünften Rang, mit der Mannschaft verpasste sie einen Medaillengewinn als Vierte knapp. Im Gefecht um Bronze unterlag die sowjetische Equipe Ungarn mit 2:9. Bei den Olympischen Spielen 1992 in Barcelona gehörte sie zur Delegation des Vereinten Teams, mit dessen Florettmannschaft sie erneut Vierte wurde, diesmal hinter Rumänien. Im Einzel verlor sie im Halbfinale gegen die spätere Olympiasiegerin Giovanna Trillini, setzte sich im anschließenden Gefecht um Bronze aber gegen Laurence Modaine-Cessac durch und wurde damit Dritte.